# 劉仲質
劉 仲質（りゅう ちゅうしつ、生没年不詳）は、明初の官僚・儒学者。字は文質。本貫は袁州分宜県。

## 生涯
性格は重厚篤実で、広く経書や史書に通じ、文章は典拠が確かであった。洪武初年、宜春訓導として推薦されて南京に入朝した。翰林典籍に抜擢されて、『春秋本末』を校正した。1382年（洪武15年）、礼部尚書に任じられ、儒臣とともに釈奠の礼を定め、天下の学校で施行させた。学校では毎年2月と8月に孔子に対する儀礼を行うのを通例とした。ときに洪武帝が国子監を訪れようとすると、洪武帝は先師を祀る釈菜の礼を行おうとした。侍臣のある者が「孔子は聖人といえども、人臣です。礼は一奠再拝とすべきです」といった。洪武帝は「むかし後周の太祖郭威が孔子廟に赴いたとき、側近たちは皇帝が孔子に頭を下げるのはよくないといった。郭威は『孔子は百世の帝王の師である。どうして拝さないことがあろうか』と答えた。いま朕は天下を領有し、百神に敬礼しているのだから、先師にも礼を加えるべきだろう」といい、仲質に命じて詳しく議論させた。仲質は参拝するときの皇帝の冠服を皮弁執圭とし、皇帝が先師の位牌の前に詣でて再拝し、献爵し、また再拝し、退出して服を着替え、そのまま彝倫堂を訪れて講義を命じ、典礼を荘重なものとするよう願い出た。洪武帝はこれを許可した。また仲質は学規十二条を立て、欽定九条と合わせて、師生に分かち賜るよう願い出た。また命を受けて劉向の『説苑』・『新序』を学校で頒布し、生員に講読させた。この年の冬、仲質は華蓋殿大学士に転じた。事件に連座して御史に降格された。後に老齢のため致仕した。